# Gintaras Grušas
Gintaras Grušas (Washington D. C., 23 de septiembre de 1961) es un arzobispo católico, informático, consultor, matemático, teólogo y canonista lituano-estadounidense.
Actualmente desde el 5 de abril de 2013 es el nuevo Arzobispo Metropolitano de Vilna y desde el 28 de octubre de 2014 también es el nuevo Presidente de la Conferencia Episcopal de Lituania.

## Familia y juventud
Después de la Segunda Guerra Mundial, su madre y su hermana pasaron un total de dieciséis años detrás de la antigua frontera conocida como Cortina de Hierro antes de poder reunirse de nuevo con el patriarca de la familia en los Estados Unidos, debido a que este se encontraba entre las 200 personas a las que se les permitió salir de la Unión Soviética para reunirse con sus familiares en los Estados Unidos.
Al volver a estar la familia junta de nuevo, Gintaras Grušas finalmente acabó naciendo un 23 de septiembre del año 1961 en la capital estadounidense, Washington D. C.
Allí en la ciudad de Washington D. C. no pasó mucho tiempo, ya que al poco la familia se mudó al Estado de California, concretamente a la pequeña localidad de Agoura en la cual se crio.
Es una persona políglota, ya que sabe hablar con fluidez el idioma lituano, el inglés, italiano, latín y francés.

## Formación, trabajo y sacerdocio
Tras graduarse en secundaria en 1983 pasó a ser alumno de la Universidad de California en Los Ángeles (UCLA), en la cual acabó licenciandóse en Matemáticas y en Ciencias de la computación.  
Al conseguir sus dos licenciaturas, estuvo trabajando durante unos cinco años como consultor técnico en Mercadotecnia para la famosa multinacional tecnológica, International Business Machines Corporation (IBM), experiencia profesional que según él mismo afirmó, le fue de gran ayuda para prepararse y obtener las habilidades de gestión y planificación de proyectos que un pastor necesita.
Después en 1989 se unió al curso preparatorio y al curso filosófico impartido en la Universidad Franciscana de Steubenville (Ohio).
Al año siguiente marchó temporalmente hacia la ciudad de Roma (Italia) para estudiar en el Pontificio Colegio Beda y en 1993 en el Pontificio Colegio Lituano de San Casimiro. También obtuvo en 1994 una licenciatura en Teología por la Universidad Pontificia de Santo Tomás de Aquino (Angelicum).
Ese mismo año ya fue para Lituania y allí finalmente fue ordenado sacerdote el día 25 de junio para la Archidiócesis de Vilna, por el entonces Cardenal-Arzobispo Metropolitano, Audrys Bačkis.
Tras su ordenación sacerdotal inició su pastorado como Secretario General de la Conferencia Episcopal de Lituania, hasta 1997 que volvió a la Universidad Pontificia de Santo Tomás de Aquino en Roma, donde en 1999 recibió una licenciatura y en el 2001 obtuvo el Doctorado en Derecho Canónico.
A su regreso pasó a ser el Rector del Seminario de San José de Vilna. Seguidamente en el 2004 fue reelegido como Secretario General de la Conferencia Episcopal y al mismo tiempo también ocupó los cargos de Consejero espiritual de la Federación Católica de Lituania "Ateitis", Presidente de la comisión para traducir el Código de Derecho Canónico al idioma lituano, fue miembro de la Comisión Bilateral para la implementación del acuerdo entre la Santa Sede y el Comité de Publicación de "Kataliku. pasaulis", la comisión lituana "Justitia et Pax" y las comisiones gubernamentales para el Milenio de Lituania "Vilnius,la capital de Europa".

## Carrera episcopal
El 19 de junio de 2010 ascendió al episcopado, cuando el Papa Benedicto XVI le nombró Ordinario Militar de Lituania, en sucesión de Eugenijus Bartulis.
Como lema eligió la frase escrita en latín "Gratia Misericordia Et Pax", que en español significa "Gracia, Misericordia y Paz".
Recibió la consagración episcopal el 4 de septiembre de ese mismo año, a manos del cardenal Audrys Bačkis en calidad de consagrante principal.
Como co-consagrantes tuvo a su predecesor Eugenijus Bartulis y al entonces Arzobispo de Kaunas, Sigitas Tamkevičius.
Al mismo tiempo, dentro de la Conferencia Episcopal de Lituania, además de ser Secretario General fue elegido el 26 de octubre de 2011 como Presidente de la Comisión de Educación.
Posteriormente el 5 de abril de 2013, fue nombrado por el Papa Francisco como nuevo Arzobispo Metropolitano de Vilna, en sucesión del cardenal Audrys Bačkis.
Tomó posesión oficial de esta nueva sede el día 23 de abril, tras una eucaristía especial de bienvenida que tuvo lugar en la Catedral de Vilna.
Recibió el palio el 29 de junio en la Basílica de San Pedro de la Ciudad del Vaticano.
También el 9 de junio de 2014 fue nombrado miembro de la Sagrada Congregación para el Clero.
El 28 de octubre del mismo año fue elegido como nuevo Presidente de la Conferencia Episcopal de Lituania. Y el 13 de julio de 2016 pasó también a ser miembro de la Secretaría para la Comunicación de la Santa Sede.
El 28 de mayo de 2019 fue confirmado como miembro de la Congregación para el Clero in aliud quinquennium.
El 30 de noviembre de 2021 fue confirmado como miembro del Dicasterio para la Comunicación in aliud quinquennium.